# Єфименко Захар Олександрович
Захар Олександрович Єфименко (нар. 3 липня 1985, м. Макіївка) — український шахіст, заслужений майстер спорту, гросмейстер.
Чемпіон України 2006 року. У складі збірної України переможець шахової олімпіади 2010 року.
Його рейтинг станом на березень 2020 року — 2602 (231-ше місце у світі, 17-те в Україні).

## Життєпис
Народився 3 липня 1985 року в м. Макіївка, Донецька область, нині Україна (тоді УРСР). Через рік після народження сім'я переїхала на постійне проживання в Ужгород.
З 1992 року навчався в Ужгородській ЗОШ № 20. Грати в шахи у 6 років навчив батько. Далі учився азам древньої гри у свого першого тренера Олександра Зелькіна, який працював у школі, а відтак у майстра ФІДЕ Василя Прокопишина.
Мешкає у Мукачеві.

### Кар'єра
- 1994 р.--Його тренували найвидатніші тренери України з шахів Мосеєнко-Атремишин Іван Зеновійович і Прокіп Захар Володимирович. У лютому 1995 року прийшов перший успіх — на чемпіонаті області серед чоловіків виконав норматив кандидата в майстри спорту (8-9 місце).
- 1997 р. — IV місце в першості України серед юнаків до 12 років.
- 1998 р. — ІІ місце на Всесвітній юнацькій шаховій олімпіаді в складі збірної України (Стамбул, Туреччина). У цьому ж році на особистій першості Європи (Австрія) Захар серед спортсменів-ровесників, які розподілили між собою 3-5 місця. Цього ж року на особистій першості світу (Іспанія) ужгородець виборов бронзову медаль.
- 1999 рік — чемпіон Закарпаття серед чоловіків, а також України серед юнаків до 14 років. У цьому ж році Захар у складі збірної України став переможцем Всесвітньої юнацької Олімпіади, що проходила в «Артеку» (Крим). Ще одну золоту медаль юнак отримав на особистій першості світу серед юнаків до 14 років (м. Оропеса-дель-Мар, Іспанія).
- 2000 рік — чемпіон міжнародного шахового турніру, що проходив у Краснодарі (Росія).
- 2001 рік — у складі збірної України здобув «золото» на ІІ-й першості Європи серед молодіжних національних команд (до 18 років), що проходила в угорському місті Балатонлелле. У цьому році під № 5 він входив до символічного списку «10 найкращих шахістів України» (до 16 років).
- 2005 рік  — розділив 1-5 місця на турнірі в Гібралтарі.
- 2006 рік — чемпіон України[2]
- 2009 рік — 3 місце на командному Чемпіонаті Європи у складі збірної України (Сербія).
- 2010 рік — 4 місце на особистому Чемпіонаті Європи (Хорватія, 2 місце в командному Чемпіонаті Росії (Дагомис), 2 місце на міжнародному турнірі в Сараєво.
- 2010 рік — переможець 39-ї всесвітньої шахової олімпіади (2010) в складі збірної України.
- 2014 рік — 6 місце на турнірі «Qatar Masters Open 2014»[3][4], 7 місце на чемпіонаті Європи з шахів, що проходив у Вроцлаві[5].
- 2015 рік — розподіл 4 — 7 місць на турнірі «Меморіал Карена Асряна»[6], бронзовий призер чемпіонату України (Львів)[7].
- 2016 рік — розподіл 2 — 6 місць на турнірі «XXXV Zalakaros Chess Festival HUN Open»[8].

## Результати виступів у чемпіонатах України
Захар Єфименко зіграв в 11-ти фінальних турнірах чемпіонатів України, набравши загалом 65 очок зі 108 можливих (+37-15=56).
| Рік  | Місто        | Турнір                 | + | − | =  | Результат | Місце   |
| ---- | ------------ | ---------------------- | - | - | -- | --------- | ------- |
| 2000 | Севастополь  | 69-й чемпіонат України | 5 | 2 | 2  | 6 з 9     | 12 — 21 |
| 2001 | Орджонікідзе | 70-й чемпіонат України | 2 | 2 | 5  | 4½ з 9    | 14 — 17 |
| 2003 | Сімферополь  | 72-й чемпіонат України | 5 | 1 | 3  | 6½ з 9    | 5       |
| 2004 | Харків       | 73-й чемпіонат України | 2 | 2 | 2  | 3 з 6     | 1/4     |
| 2005 | Рівне        | 74-й чемпіонат України | 5 | 2 | 3  | 6½ з 10   | Silver  |
| 2006 | Полтава      | 75-й чемпіонат України | 5 | 1 | 4  | 7 з 10    | Gold    |
| 2011 | Київ         | 80-й чемпіонат України | 3 | 0 | 8  | 7 з 11    | Bronze  |
| 2012 | Київ         | 81-й чемпіонат України | 2 | 2 | 7  | 5½ з 11   | 6       |
| 2013 | Київ         | 82-й чемпіонат України | 1 | 0 | 10 | 6 з 11    | 6       |
| 2015 | Львів        | 84-й чемпіонат України | 4 | 1 | 6  | 7 з 11    | Bronze  |
| 2016 | Рівне        | 85-й чемпіонат України | 3 | 2 | 6  | 6 з 11    | 7       |

## Приватне життя
Одружений з українською шахісткою Марією Єфименко (до шлюбу Танцюра).

## Зміни рейтингу
| На цьому місці має відображатися графік чи діаграма, однак з технічних причин його відображення наразі вимкнено. Будь ласка, не видаляйте код, який викликає це повідомлення. Розробники вже працюють для того, щоби відновити штатне функціонування цього графіка або діаграми. | |
| | На цьому місці має відображатися графік чи діаграма, однак з технічних причин його відображення наразі вимкнено. Будь ласка, не видаляйте код, який викликає це повідомлення. Розробники вже працюють для того, щоби відновити штатне функціонування цього графіка або діаграми. |